# Pràctic

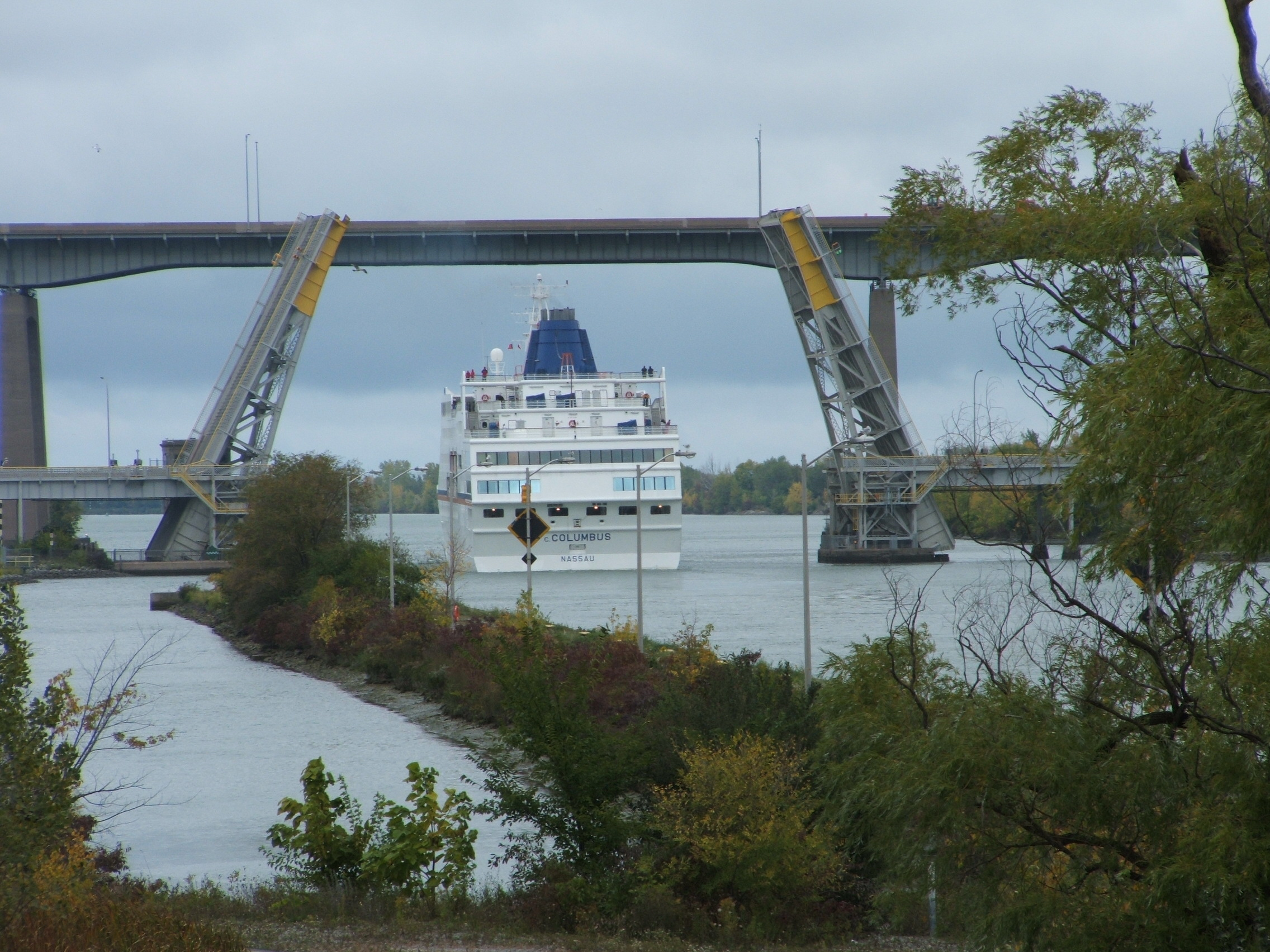
Vaixell C. Columbus navegant pel canal de Welland, franquejant el pont llevadís 4 i aprestant a passar sota la autopista de Garden City, Saintt Catharines, Ontario, Canadà. Moments abans el vaixell ha sortit de la resclosa 3.

Un pràctic és un mariner que condueix els vaixells en aigües perilloses o d'intens trànsit, com ports, canals estrets o rius. No obstant això, el pràctic és només un assessor, en tant legalment el capità continua al comandament del vaixell. El practicatge és una de les professions més antigues i menys conegudes, però ser una de les més importants en la seguretat de la navegació. El risc econòmic, ambiental i per a les vides humanes que representen els grans vaixells de càrrega, fan que el rol del pràctic sigui imprescindible.
Per obtenir el títol de pràctic d'una zona, s'ha de tenir una profunda experiència en la conducció i maniobra de vaixells de gran Tonatge i a més un íntegre coneixement de la regió específica en què s'exerceix la tasca. Per això, en gairebé tots els països del món, per obtenir aquesta habilitació és menester tenir el títol de capità i haver-lo exercit efectivament durant cert temps en vaixells que superin determinat tonatge. Després, previ a l'atorgament del títol de pràctic en una zona, s'han de retre nombrosos exàmens i posteriorment realitzar una quantitat de viatges amb pràctics titulats i retre un examen pràctic final.

## Història
En quin moment de la història va aparèixer en escena per primera vegada un pràctic és una conjectura. Òbviament, s'ha d'haver relacionat aviat amb la necessitat de la seguretat de les vides i les propietats. És important consignar que en alguns casos, la funció del pràctic era indistingible de la del "pilot navegant" és a dir un tripulant de certa jerarquia del vaixell expert en la navegació (no necessàriament coneixedor d'un lloc determinat).
En temps bíblics aquesta ocupació ja existia. S'esmenta quatre vegades al pràctic en el capítol 27 del Llibre d'Ezequiel (en la versió de King James
almenys). També els esmenta Homer en la Ilíada i la Odissea i Virgili en la Eneida.
En la campanya a l'Índia de Alexandre el Gran, ens informa Himanshu Prabha Ray:
| « | " (...) això dona lloc a preguntar-se sobre l'estatus que s'assignava en l'antiguitat al pràctic en una navegació reeixida. Flavi Arrià en el seu relat del viatge de la flota d'Alexandre des de l'Índia al Golf Pèrsic sota el comandament de Nearco ens dona un altre exemple de la importància del pràctic en l'èxit de les navegacions en el Oceà Índic. Es relata que en la vila pesquera de Mosarna (probablement actual Pasni), un pràctic de Gedrosia anomenat Hydraces, va navegar amb la flotilla i la guio. Aquesta dependència dels pràctics locals per orientar-se a través de l'Oceà Índic era habitual i hi ha nombroses mencions a aquest procedir a Grècia i també en textos posteriors. Els portolans portuguesos, per exemple, designen al riu Hab, braç occidental del delta de l'Indus, com «riu dels pilots»-nom originat en el fet que els vaixells estrangers trobaven allí pescadors capaços de guiar-los pel delta de l'Indus (Kervran 1999 ; 107) » | » |

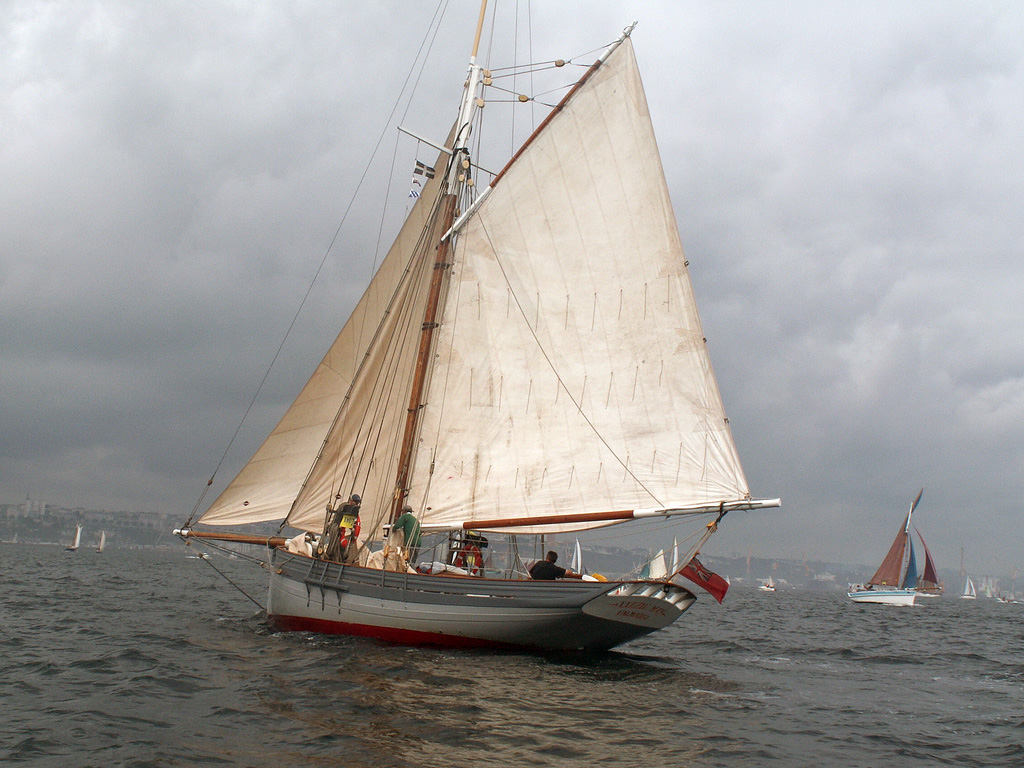
Cúter de pràctics en Brest (Finisterre) Lizzie May, navegant a vela.

Ja els fenicis en alguns dels seus periples manifesten recórrer a coneixedors locals en les seves navegacions costaneres. No obstant això, una menció clara és la del Periple per la Mar Eritrea, manuscrit del segle i. Estava destinat a informar als navegants sobre els ports i detalls de la costa, comparable als actuals « camins » (en anglès nord-americà: Sailing Directions). Aquest manuscrit descriu en el Cap. 44, com a l'entrada del riu Narmada, havia pescadors al servei del rei perquè pilotaran els vaixells fins Bharuch. Un trajecte de 20 milles.
Al començament de l'era cristiana els àrabs empraven molt el servei de pràctics i van ser els primers a usar el compàs magnètic. El primer viatge de Marco Polo a orient va ser fet amb l'assistència de pràctics àrabs. Va arribar a la cort del gran Khan en 1275 i en retornar en 1292, es va detenir a Sumatra, sud de l'Índia i Ceilan, on va estudiar les cartes nàutiques dels pràctics àrabs. Dos segles després Basc dona Gamma va utilitzar pràctics des del cap de Bona Esperança fins a arribar a Calcuta.

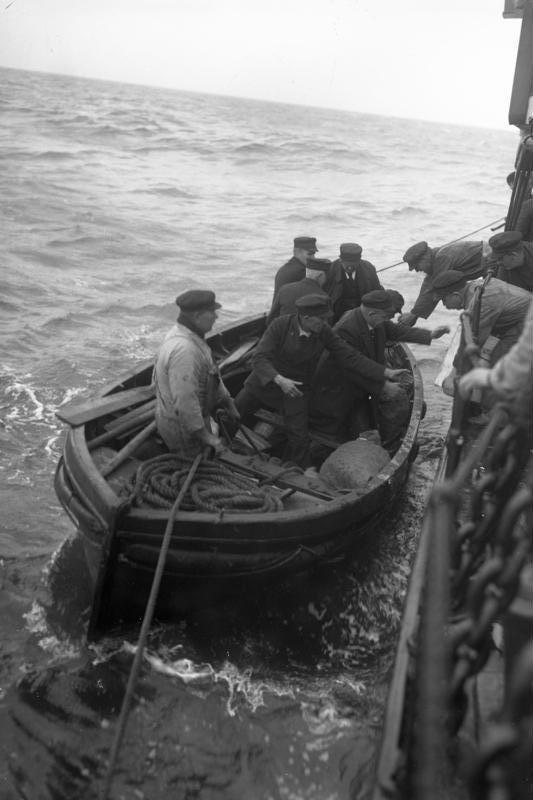
Mar del Nord - Embarcament del pràctic en el vaixell Wesser - 1930.

L'any 1464, el ragusà Benedetto Cotrugli indicava la necessitat de pràctics en navegar per costes desconegudes, en la seva obra “De navigatione”.
La derrota soferta per la Armada Invencible espanyola en 1588, es va deure en gran part al fet de no haver pogut embarcar els pràctics a Dunkerque
| « | "7 agost 1588: L'Armada està detinguda, esperant que surti Parma a ajudar, o que almenys li enviï pràctics locals. De fet, hi havia un port local molt proper sota el control de Parma, el que podria haver donat abric a la flota, encara durant tot l'hivern: Anvers, a qui podia accedir pel riu Escalda. La ribera sud del riu i la ciutat d'Anvers estaven en poder de Parma. La ribera nord i el port de Flushing, proper a l'embocadura estaven en mans dels holandesos. L'Armada tenia poder suficient per forçar l'entrada a Flushing i fortificar-a Anvers. Però sense els pràctics no tenien la menor esperança de trobar el canal d'entrada, anomenat de Wielingen i que discorre entre enormes bancs de sorra, poc profunds però invisibles, gairebé fins a 20 milles mar endins. " | » |

Els holandesos van ser els primers a impulsar el praticaje com a professió regular. En 1633 la Companyia Holandesa de les Índies Orientals disposava d'un cos de pràctics en Balasore a 60 milles de la boca del riu Hugli. Pel que sembla els pràctics van formar al principi part de la tripulació, o algunes vegades estaven en una estació en terra. Paulatinament va ser necessari anar diferenciant les activitats i en l'actualitat existeixen diversos tipus de practicatge.
Se suposa que l'expressió catalana «pràctic» deriva d'una abreviatura de l'expressió «pilot pràctic" que es referia a aquells pilots titulats que a més tenien un coneixement de la zona en què desenvolupaven la seva activitat. En anglosaxó i altres llengües al pràctic se' anomena "pilot" o fins i tot «maritime pilot», per diferenciar-lo dels pilots d'aeronaus o de qualsevol altre tipus de vehicles. El terme prové de l'holandès Peil que significa «mesurar», i loot que significa «escandall» - el pes que porta en el seu extrem la sonda per mesurar profunditats. En el vocabulari marítim antic castellà, als pràctics de vaixells se'ls denominava pràctics o pilots "Leman", terme que, de vegades, condueix a confusió creient que es tracta d'una professió d'origen alemany. En realitat, la paraula Leman és una deformació del vocable anglès Helman (helm-man: home de timó, timoner).
Actualment tots els estats tenen zones de practicatge obligatori. No obstant això estar habilitats pels estats i els ports per operar dins de la seva jurisdicció, els pràctics van ser (i en general continuen sent) empleats autònoms. Això importa amb freqüència que tinguin les seves pròpies embarcacions per transportar-los amb rapidesa i seguretat des del port a la nau d'entrada i des de la nau que surt, de retorn a terra.
Les primeres embarcacions de pràctic van ser Cúters d'un pal o iols de dos pals adaptats a la tasca. Després es van començar a dissenyar embarcacions especials amb aquesta finalitat. Els pilot-boats o pailebots de vela, de la costa atlàntica d'Amèrica (Nova York, Boston) eren  goletes. Contribuïren molt en l'increment de la velocitat dels vaixells de vela. Actualment s'utilitzen llanxes ràpides d'acer (pels cops que poden resultar dels atracadors a vaixells d'acer en navegació), catamarans i helicòpters. La llegenda diu que el primer pràctic oficial que va tenir el Canal de Bristol va ser el patró de barcassa George James Ray, contractat per la Corporació de Bristol al maig de 1497 per pilotar el Matthew de Joan Cabot des del port de Bristol fins mar obert.

## Tasques i obligacions.

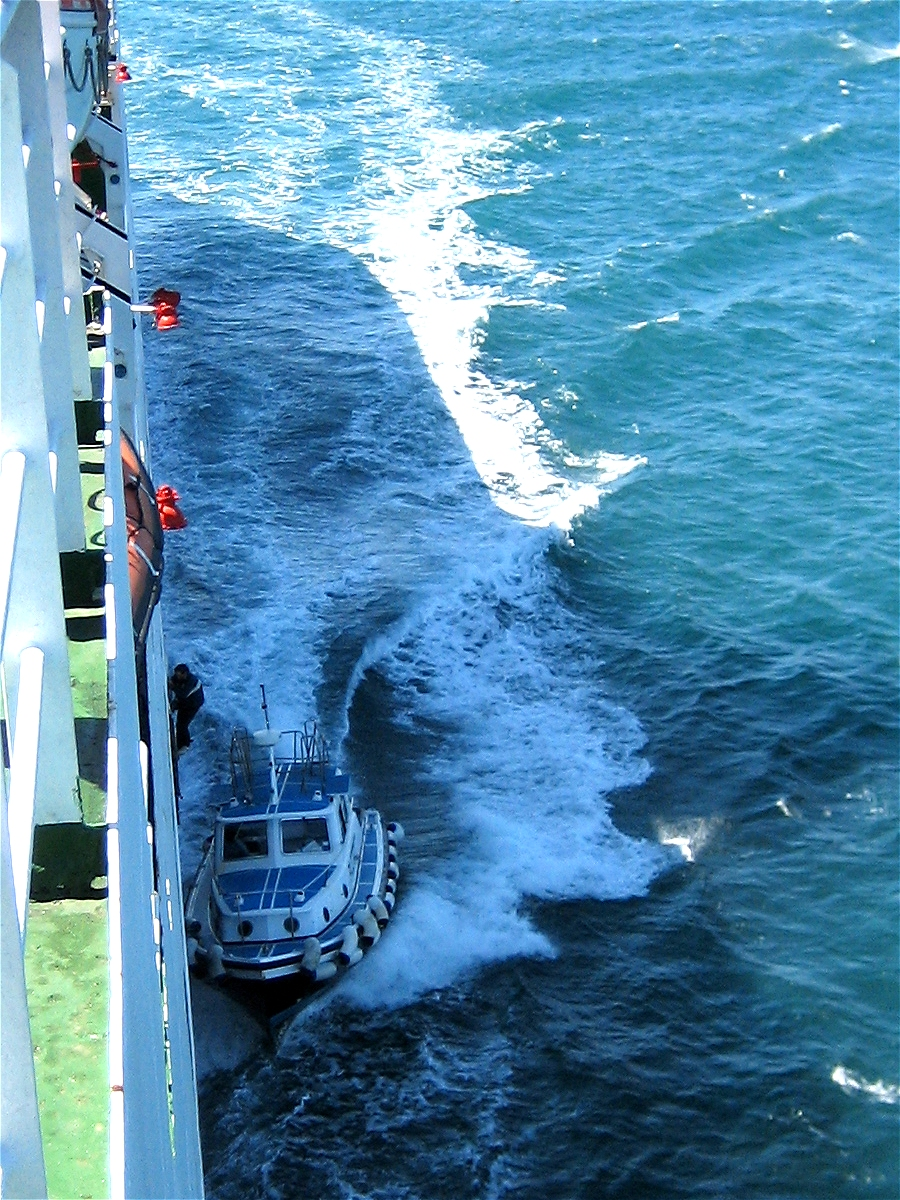
Mar Adriàtic - El pràctic està desembarcant del ferri-boat Ionian Sky, després de conduir des del port de Brindisi, Itàlia, fins a aigües obertes.

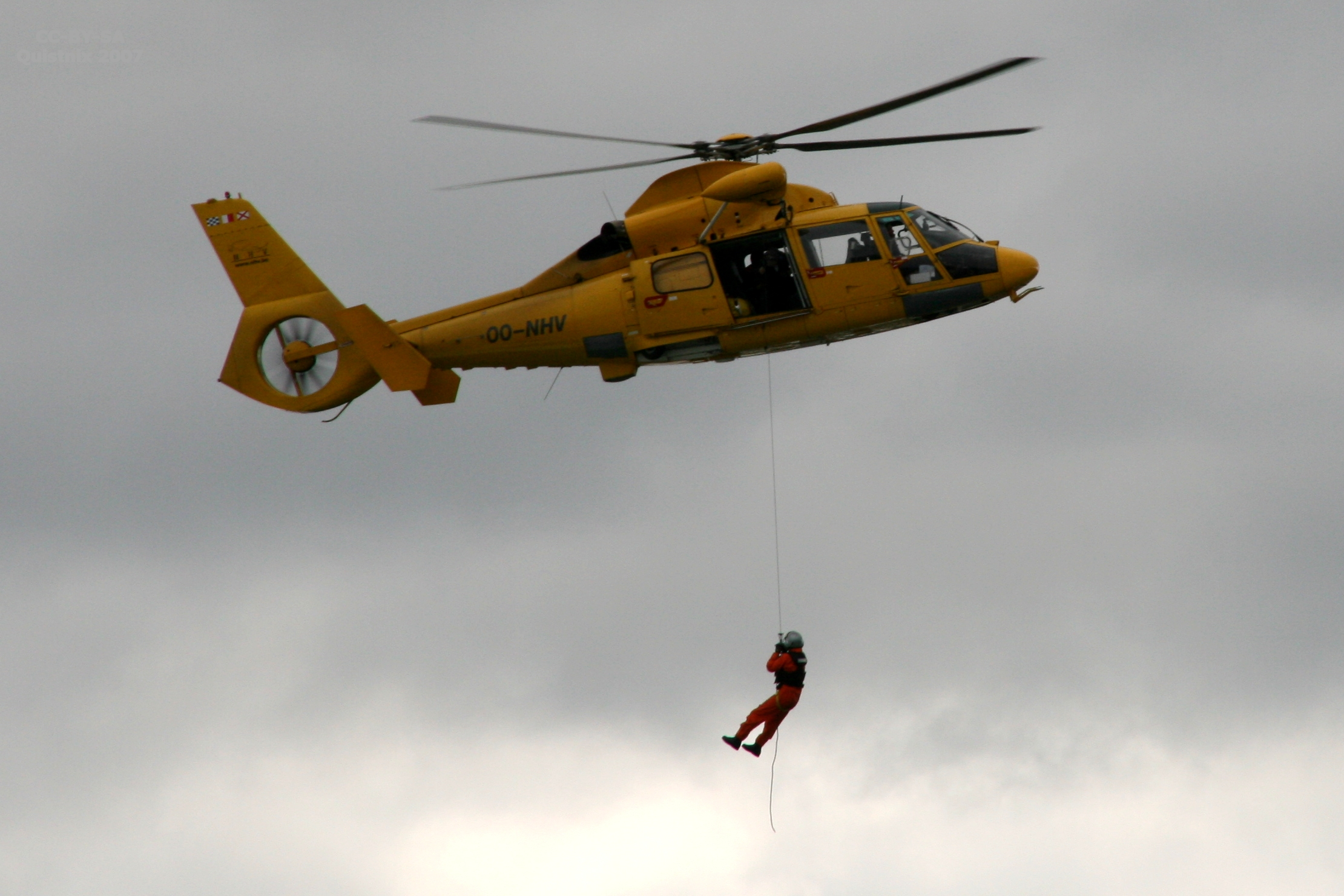
Rotterdam, mar del Nord. Pràctic descendint a un vaixell des d'un helicòpter.

L'embarcament o desembarcament del pràctic és arriscat.
Tant la llanxa de pràctics com el vaixell han d'estar en moviment. El vaixell més gran ha de "fer sotavent» per facilitar l'embarcament, que és moltes vegades impossible sense tal maniobra. Diversos accidents i fins i tot morts es produeixen cada any en aquesta operació. Per tant, és molt important que el disseny de les llanxes de Practico siguin de les característiques apropiades per a aquest menester, havent-evitar embarcar o desembarcar els Pràctiques en embarcacions deferents al que regula OMI
La mida i la massa dels grans vaixells dificulta la seva maniobra, un vaixell Panamax carregat, donant tota la màquina enrere, no arriba a aturar-se fins al cap de més d'1 quilòmetre. Tots els vaixells tenen característiques de maniobra diferents. També varien molt els tipus d'instrumental del què disposen. A això s'hi afegeix la varietat de nacionalitats i llengües, no només entre diferents vaixells sinó dins del mateix vaixell, els tripulants s'entenen entre si mitjançant un anglès de vegades bastant elemental. Cada servei que presta un pràctic, el realitza en un vaixell diferent i s'ha d'adaptar immediatament a totes aquestes circumstàncies. Segons les disposicions de l'Organització Marítima Internacional, acordades per tots els països, el pràctic ha d'impartir totes les seves ordres i informacions en l'idioma anglès.
No obstant els progressos en l'instrumental disponible, aquest no ha fet més que acompanyar l'augment de grandària i massa dels vaixells, com així també el seu calat. En la majoria de les situacions, hom espera del pràctic una reacció instintiva. La navegació amb pràctic es realitza en aigües restringides, en aigües confinades, en aigües congestionades o en maniobres compromeses (atracadors, entrada a rescloses, etc.), Que no admeten moltes vegades la mínima dilació. El menor error pot ocasionar danys de milions de dòlars. Rares vegades hi ha temps per a una acurada avaluació abans de prendre la decisió encertada, com ocorre en la navegació marítima.
A més a més, cal esmentar que el pràctic allibera al capità de les pressions econòmiques-fart freqüents-que puguin comprometre la seguretat. El pràctic no forma part de la tripulació del vaixell. És empleat local i actua en nom de l'interès públic més que en el del propietari, armador o carregador del vaixell-encara que sempre té present aquests interessos.
Es calcula que al món es realitzen anualment dos milions i mig de serveis de practicatge.

## Tipus de practicatge
Depenent de la ubicació geogràfica del port al fet que el vaixell es dirigeix, o d'on salpa, existeixen diverses "especialitats" en el practicatge.
Encara que en català es denomina pràctics a tots els professionals que s'esmenten a continuació, se sol denominar "pilotatge" a la tasca de navegació per rius o canals, diferenciant-la de la que es fa en "atracar i desatracar" vaixells.

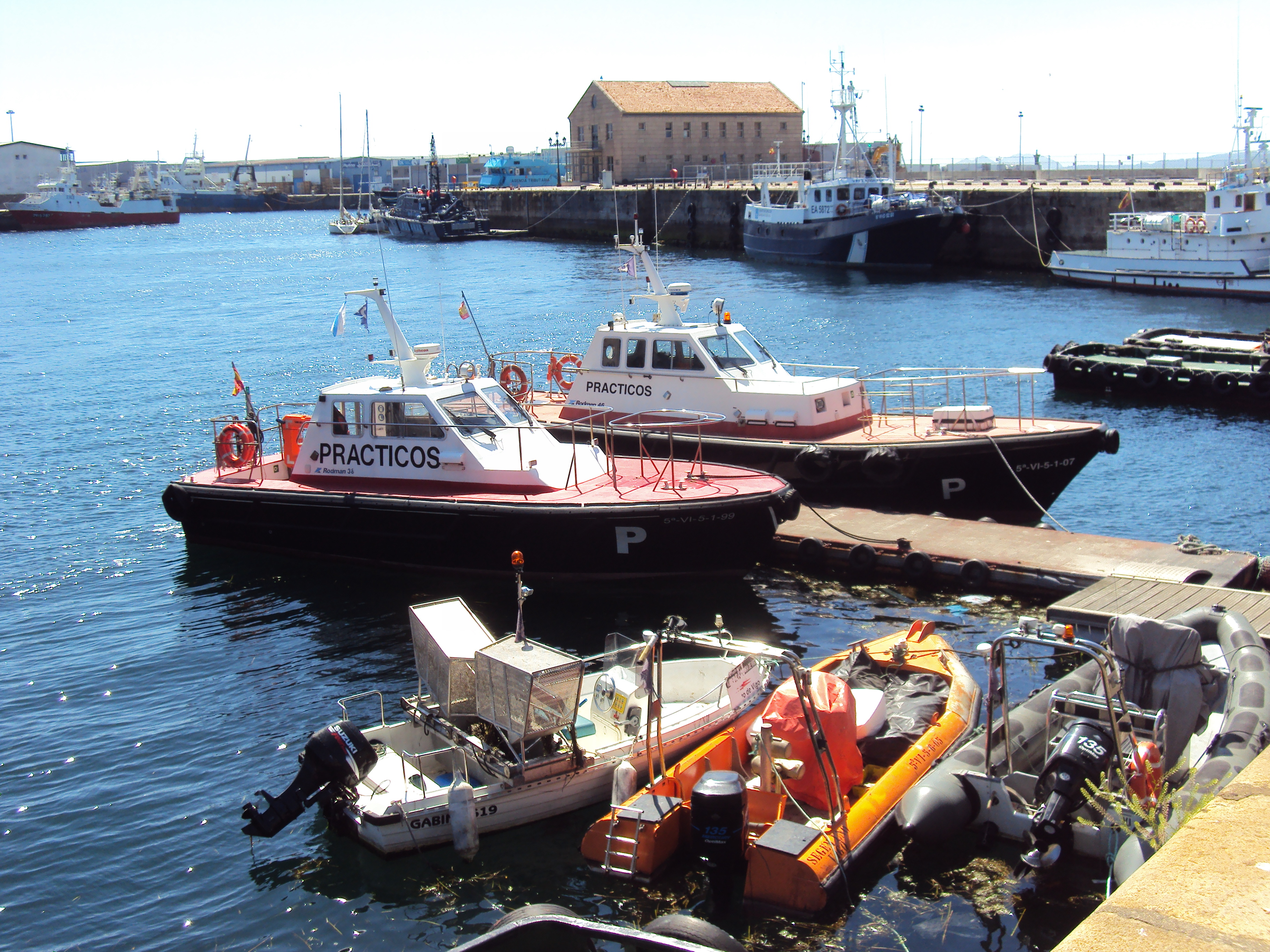
Pràctics en Vigo.

### Pràctics de port
Aquests professionals són experts «maniobres» que treballen freqüentment amb el suport de remolcadors, de l'operació són responsables. Algunes vegades aborden el vaixell en proximitats del moll al qual han atracar (Necochea, Mar del Plata, ports del riu Paraná). En altres casos, quan el trajecte és relativament curt, realitzen prèviament la navegació o pilotatge d'un canal (Pràctics del Port de Buenos Aires, Ria de Badia Blanca) i després atraquen el vaixell, o viceversa.

### Pràctics de riu
Quan es navega en un riu, o el tram d'aigües restringides o confinades abans d'arribar al port és perllongat (en general més de 6 a 8 hores de navegació), es pren en aquest cas un pràctic de riu, o de vegades dos per trams molt prolongats (riu Paraná, Amazones, Mississipi, etc.)

### Pràctics d'aigües congestionades
En alguns llocs, tot i ser la navegació oceànica o costanera, la intensitat del trànsit fa convenient l'ús d'un pràctic en certs trams (mar del Nord, estret del Bòsfor i Dardanels, mar Bàltic, etc.), encara que això sol ser optatiu. També s'acostuma a anomenar a aquests professionals "Pràctics de mar" (deep sigui pilots).

## Mencions a la literatura
- Mark Twain, Vida al Mississipi, publicat originalment el 1883, són les memòries dels seus anys de joventut com a aprenent de pràctic en un vapor pujant i baixant pel riu Mississipi. En cap llibre el riu i la vida del pràctic és descrita tan detalladament com en aquesta obra, un clàssic de la literatura nord-americana.[10]

- Joseph Conrad, el 1874 va treballar durant dos mesos en els cúters de pràctics a Marsella. Posteriorment va realitzar el seu primer viatge com a aprenent en el vaixell Mont Blanc, de 400 tones. En una de les seves obres més excel·lents, El cor de les tenebres, fa la següent menció: «Semblava un pràctic, el que per a un home de mar és la confiabilitat personificada." Conrad va treballar com pràctic en el riu Congo en 1890 i tals experiències van tirar les bases d'aquest llibre.

- Samuel Taylor Coleridge (1772 - 1884) va incloure en l'obra Balades líriques (publicada en conjunt amb William Wordsworth el 1898), el seu poema Rime of the Ancient Mariner. En ella, esmenta la intervenció del pràctic en diversos versos de les parts 6 i 7:[11][12]